# Joan Clark Netherwood
Joan Clark Netherwood (1932 - 8 de fevereiro de 2021) foi uma fotógrafa norte-americana. Com Elinor Cahn e Linda Rich, ela foi fundadora e participante activa no East Baltimore Documentary Survey Project entre 1975 e 1980.⁣ O seu trabalho encontra-se incluído na colecção do Smithsonian American Art Museum e da Biblioteca do Congresso.